# Slag bij Dorylaeum (1097)
De Slag bij Dorylaeum vond plaats tijdens de Eerste Kruistocht op 1 juli 1097, tussen kruisvaarders en Seltsjoek-Turken vlak bij Dorylaeum in Centraal-Anatolië. In die omgeving ligt nu de Turkse stad Eskişehir

## Achtergrond
De kruisvaarders hadden het Beleg van Nicea op 26 juni achter zich gelaten, met een gebroken vertrouwen in de Byzantijnen die hun bijstonden tijdens het langdurige beleg. Zij hadden de stad Nicea ingenomen buiten hun wetenschap om. Vervolgens werd de kruisvaart voortgezet en ontstond er het probleem van de bevoorrading, ze besloten zich in twee groepen op te splitsen. De eerste (de zwakkere groep) voorgaand onder leiding van Bohemund I van Taranto, met zijn neef Tancred, Robrecht II van Vlaanderen en Robert Curthose en achteraan de groep van Godfried van Bouillon met zijn broers Boudewijn en Eustachius, Raymond IV van Toulouse, Steven van Blois en Hugo I van Vermandois.
Op 29 juni, vernamen ze dat de Turken van plan waren een hinderlaag te leggen in de buurt van Dorylaeum (Bohemund viel het op dat zijn leger geschaduwd werd door Turkse verkenners). Er waren voorheen al wat schaduw-aanvallen geweest waarmee de Turken het kruisvaart-leger probeerden uit te dunnen. De confrontatie zou ingeleid worden door Kilij Arslan I en zijn bondgenoot Hasan van Cappadocia, die hulp kreeg van de Turkse koning Ghazi ibn Danishmend die een leger aanvoerde bestaande uit 5000 tot 6000 Turken, Perziers en Albanezen. De groep onder leiding van Bohemund, marcheerde al voor drie dagen en sloegen hun kamp in de avond van 30 juni op bij de rivier Thymbres vlak bij de ruïnes van Dorylaeum.

## De slag
Bij het opkomen van de zon de volgende dag 1 juli, stormde een lichte cavalerie het kamp van Bohemund binnen. Bohemund die niet verwachtte dat de Turken zo snel op deze manier zouden aanvallen, moest meteen orde op zaken stellen. Alle soldaten met harnas moesten de zwak bewapende soldaten afdekken door in een kring om de zwakkeren te gaan staan, dit lukte maar deels. Hierna liet de leider van de Seltsjoek-Turken, Kilij Arslan I zijn cavalerie terugtrekken, waarna hij zijn legioen van boogschutters inzette en het kamp onder vuur nam. Bohemund wist stand te houden doordat vele van zijn mensen harnassen en schilden droegen. Hierna stuurde Bohemund een boodschapper naar het kamp van Godfried en Raymond, die ten zuidwesten hun kamp hadden opgeslagen.
Na de middag gingen de Turken opnieuw over tot een zware cavalerie-aanval. De kruisvaarders werden hierdoor gedwongen zich terug te trekken naar de rivier Thymbres. Daar wisten zij de aanval af te slaan doordat de paarden van de Turken dreigden weg te zakken in de rivierbedding. Door de Turken werden nu opnieuw hun boogschutters ingezet. Rond die tijd slaagde Godfried van Bouillon erin met 50 ridders een bres slaan in de Turkse linie en bereikte daarmee het kamp van Bohemund. Zo ging dit maar door, telkens met circa 50 ridders net zo lang totdat er een linie ontstond om een blok te maken. De genadeslag kwam toen Raymond van Toulouse en Adhemar van Monteil de Turken vanachter aanvielen. Op deze aanval hadden zij geen antwoord, waardoor de kruisvaarders konden zegevieren.

## Nasleep
Na de slag vergaarden de kruisvaarders vele rijkdommen, vooral dankzij de achtergelaten schat van Kilij Arslan I, die gevlucht was naar het oosten van zijn rijk. De kruisvaarders deden er daarna drie maanden over om heel Anatolië (Klein-Azië) te doorkruisen, waarna ze in oktober het Beleg van Antiochië begonnen.